# Резолюция Совета Безопасности ООН 1052
Резолюция Совета Безопасности Организации Объединённых Наций 1052 (код — S/RES/1052), принятая 18 апреля 1996 года, сославшись на предыдущие резолюции по Израилю и Ливану, включая 425 (1978), Совет Безопасности ООН призвал к немедленному прекращению огня в ходе операции «Гроздья гнева».
Совет Безопасности выразил обеспокоенность тем, какие последствия для мирного процесса на Ближнем Востоке будут иметь боевые действия между Израилем и Ливаном и нападения на гражданские объекты, приводящие к человеческим жертвам. Он подчеркнул необходимость соблюдения международного гуманитарного права, касающегося защиты гражданского населения, а также выразил обеспокоенность безопасностью Временных сил ООН в Ливане (ВСООНЛ) после того, как 18 апреля 1996 года в результате нападения израильских войск на базу погибли гражданские лица.
Резолюция призвала к прекращению боевых действий и поддержала необходимость продолжения дипломатических усилий по урегулированию конфликта. Она подтвердила свою приверженность суверенитету, территориальной целостности и независимости Ливана и призвала к защите гражданского населения и свободе передвижения ВСООНЛ. К государствам-членам была обращена просьба оказать гуманитарную помощь гражданскому населению и содействовать восстановлению страны. Генеральному секретарю ООН Бутросу Бутросу-Гали было предложено информировать Совет о развитии ситуации.
В конечном итоге 28 апреля 1996 года было достигнуто прекращение огня в соответствии с израильско-ливанским соглашением о прекращении огня между Израилем и «Хезболлой».